# Aenigmatistes suppar
Aenigmatistes suppar är en tvåvingeart som beskrevs av Schmitz 1955. Aenigmatistes suppar ingår i släktet Aenigmatistes och familjen puckelflugor. Inga underarter finns listade i Catalogue of Life.